# Dalslandskommunernas kommunalförbund
Dalslandskommunernas kommunalförbund är ett organ bildat för att tillvarata gemensamma intressen för de fem dalslandskommunerna Bengtsfors, Dals-Ed, Färgelanda, Mellerud och Åmål.
Man har exempelvis etablerat gemensam energirådgivning, miljönämnd och miljökontor.
Kommunalförbundet leds av en förbundsdirektionen, med tio ledamöter och tio ersättare, och har sitt kansli i Dalsland Center i Håverud.
På initiativ av kommunalförbundet har bolaget Dalslands Turist AB bildats, för att utveckla besöksnäringen i landskapet.